# Duvalo
Duvalo je solfatara oz. ostanek nekoč aktivnega vulkana. Je na jugozahodu Makedonije, blizu vasi Kosel, poleg Ohridskega jezera. Ima 50 cm širok in 30 cm globok krater. Iz kraterja uhajajo ogljikov dioksid in žveplov dioksid, ki se ga vonja 3 km naokoli. Zaščiten je kot naravni spomenik.